# 硒化亚铁
硒化亚铁是一种无机化合物，化学式为FeSe。它可由铁和硒的化合反应制备。

## 超导性
β-FeSe 是最简单的铁基超导体，但具有不同的属性。常压下，它在 8 K以下超导；但通过嵌入或在高压下淬火，它的超导转变温度 (Tc)急剧增加到 38 K，嵌入和高压淬火的结合会使超导转变温度上升到 48 K。
2013年有报道称，在SrTiO3上外延生长的FeSe单原子层具有超导性，铁基超导体的转变温度为 70 K。这一发现引起了极大的关注，据2014年的报道，该系统的超导转变温度超过 100K。